# Ōtsuki
Ōtsuki (大月市 Ōtsuki-shi?) es una ciudad en la prefectura de Yamanashi, Japón, localizada en la parte central de la isla de Honshū, en la región de Chūbu. Tenía una población estimada de 22 356 habitantes el 1 de marzo de 2021 y una densidad de población de 86 personas por km².

## Geografía
Ōtsuki se encuentra en el este de la prefectura de Yamanashi, aproximadamente 75 km al oeste de Tokio y unos 35 km al este de Kōfu, la capital de la prefectura. La ciudad está ubicada en las montañas Chichibu y Tanzawa y el río Sagami (conocido localmente como el río Katsura) fluye a través de la ciudad.

## Historia
Ubicada en las cabeceras del río Sagami, el área alrededor de Ōtsuki actual estaba fuertemente poblada durante el período Jōmon, y se han encontrado más de 80 sitios Jōmon dentro de los límites de la ciudad. Durante el período Nara, la organización ritsuryo de la provincia de Kai, el área quedó bajo el condado de Tsuru. Desde mediados del período Kamakura, gran parte de la provincia quedó bajo el control del clan Takeda.
Durante el período Edo, toda la provincia de Kai era territorio tenryō bajo el control directo del shogunato Tokugawa, aunque la porción alrededor del Ōtsuki moderno era parte del efímero dominio Tamimura, que fue suprimido en 1704. También durante el período Edo, el Kōshū Kaidō, una de las cinco rutas de Edo, pasaba por Ōtsuki.
Durante la reforma catastral de principios del período Meiji el 1 de julio de 1889, se creó la aldea de Hirosato dentro del distrito de Kitatsuru, prefectura de Yamanashi. El 1 de abril de 1933, el pueblo fue elevado a la condición de ciudad y pasó a llamarse Ōtsuki. Estados Unidos bombardeó la ciudad el 13 de agosto de 1945, solo dos días antes del final de la Segunda Guerra Mundial. El pueblo fue elevado al estado de ciudad el 8 de agosto de 1954 al fusionarse con los pueblos vecinos de Saruhashi y Nanaho y las aldeas de Sasago, Nigioka, Hatsukari y Yanagawa.

## Demografía
Según los datos del censo japonés, la población de Ōtsuki ha estado disminuyendo durante los últimos 50 años.
| Gráfica de evolución demográfica de Ōtsuki entre 1940 y 2015 |
|                                                              |
| Oficina de Estadística de Japón                              |

### Clima
La ciudad tiene un clima caracterizado por veranos cálidos y húmedos e inviernos relativamente suaves (Cfa en la clasificación climática de Köppen). La temperatura media anual en Ōtsuki es de 13 °C. La precipitación media anual es de 1406 mm siendo septiembre el mes más húmedo. Las temperaturas son más altas en promedio en agosto, alrededor de 24.7 °C, y más bajas en enero, alrededor de 1.7 °C.
| Parámetros climáticos promedio de Ōtsuki (1981-2010) | Parámetros climáticos promedio de Ōtsuki (1981-2010) | Parámetros climáticos promedio de Ōtsuki (1981-2010) | Parámetros climáticos promedio de Ōtsuki (1981-2010) | Parámetros climáticos promedio de Ōtsuki (1981-2010) | Parámetros climáticos promedio de Ōtsuki (1981-2010) | Parámetros climáticos promedio de Ōtsuki (1981-2010) | Parámetros climáticos promedio de Ōtsuki (1981-2010) | Parámetros climáticos promedio de Ōtsuki (1981-2010) | Parámetros climáticos promedio de Ōtsuki (1981-2010) | Parámetros climáticos promedio de Ōtsuki (1981-2010) | Parámetros climáticos promedio de Ōtsuki (1981-2010) | Parámetros climáticos promedio de Ōtsuki (1981-2010) | Parámetros climáticos promedio de Ōtsuki (1981-2010) |
| Mes                                                  | Ene.                                                 | Feb.                                                 | Mar.                                                 | Abr.                                                 | May.                                                 | Jun.                                                 | Jul.                                                 | Ago.                                                 | Sep.                                                 | Oct.                                                 | Nov.                                                 | Dic.                                                 | Anual                                                |
| ---------------------------------------------------- | ---------------------------------------------------- | ---------------------------------------------------- | ---------------------------------------------------- | ---------------------------------------------------- | ---------------------------------------------------- | ---------------------------------------------------- | ---------------------------------------------------- | ---------------------------------------------------- | ---------------------------------------------------- | ---------------------------------------------------- | ---------------------------------------------------- | ---------------------------------------------------- | ---------------------------------------------------- |
| Temp. máx. media (°C)                                | 8.5                                                  | 9.2                                                  | 12.6                                                 | 18.7                                                 | 23.0                                                 | 25.4                                                 | 29.3                                                 | 30.7                                                 | 26.1                                                 | 20.3                                                 | 15.6                                                 | 11.1                                                 | 19.2                                                 |
| Temp. media (°C)                                     | 1.7                                                  | 2.6                                                  | 6.2                                                  | 12.0                                                 | 16.5                                                 | 20.0                                                 | 23.7                                                 | 24.7                                                 | 20.8                                                 | 14.7                                                 | 9.0                                                  | 4.0                                                  | 13                                                   |
| Temp. mín. media (°C)                                | -3.6                                                 | -2.8                                                 | 0.7                                                  | 5.8                                                  | 10.8                                                 | 15.6                                                 | 19.5                                                 | 20.3                                                 | 16.9                                                 | 10.3                                                 | 3.9                                                  | -1.3                                                 | 8                                                    |
| Precipitación total (mm)                             | 47.0                                                 | 50.8                                                 | 90.4                                                 | 88.4                                                 | 103.7                                                | 146.5                                                | 162.6                                                | 216.2                                                | 229.0                                                | 160.4                                                | 73.8                                                 | 37.9                                                 | 1406.7                                               |
| Horas de sol                                         | 164.5                                                | 160.0                                                | 161.2                                                | 177.3                                                | 173.2                                                | 135.8                                                | 157.8                                                | 183.4                                                | 123.2                                                | 127.3                                                | 141.0                                                | 159.2                                                | 1863.9                                               |
| Fuente: Agencia Meteorológica de Japón               |                                                      |                                                      |                                                      |                                                      |                                                      |                                                      |                                                      |                                                      |                                                      |                                                      |                                                      |                                                      |                                                      |

## Ciudades hermanas
Ōtsuki está hermanada con:
- Fraser Coast, Queensland, Australia.[9]